# قائمة رؤساء وزراء كرناتكا
رئيس وزراء ولاية كرناتكا الهندية هو رئيس حكومة ولاية كرناتكا. يذكر دستور الهند أن الحاكم هو رئيس الولاية لكن تقع السلطة التنفيذية بحكم الأمر الواقع على عاتق رئيس الوزراء. عادة ما يدعو الحاكم الحزب (أو الائتلاف) الحاصل على أغلبية المقاعد في الجمعية التشريعية لولاية كرناتكا لتشكيل الحكومة. يعين الحاكم رئيس الوزراء، ويكون مجلس وزرائه مسؤولاً بشكل أمام الجمعية التشريعية. مدة ولاية رئيس الوزراء خمس سنوات قابلة للتجديد بدون قيود لعدد الفترات.

## كبير وزراء ميسور
| # | الصورة | الاسم                 | الدائرة الانتخابية | الفترة         | الفترة        | الفترة           | الجمعية (الانتخابات) | الحزب                 | الحزب |
| - | ------ | --------------------- | ------------------ | -------------- | ------------- | ---------------- | -------------------- | --------------------- | ----- |
| 1 |        | K. Chengalaraya Reddy | غ/م                | 25 أكتوبر 1947 | 26 يناير 1950 | 2 سنوات و93 أيام | لم تأسس بعد          | المؤتمر الوطني الهندي |       |

## رئيس وزراء ولاية ميسور
| # | الصورة | الاسم                 | الدائرة الانتخابية | الفترة        | الفترة         | الفترة            | الجمعية (الانتخابات) | الحزب                 | الحزب |
| - | ------ | --------------------- | ------------------ | ------------- | -------------- | ----------------- | -------------------- | --------------------- | ----- |
| 1 |        | K. Chengalaraya Reddy | غ/م                | 26 يناير 1950 | 30 مارس 1952   | 2 سنوات و64 أيام  | لم تأسس بعد          | المؤتمر الوطني الهندي |       |
| 2 |        | Kengal Hanumanaiah    | Ramanagara         | 30 مارس 1952  | 19 أغسطس 1956  | 4 سنوات و142 أيام | 1 (1952)             | المؤتمر الوطني الهندي |       |
| 3 |        | Kadidal Manjappa      | Tirahalli          | 19 أغسطس 1956 | 31 أكتوبر 1956 | 73 أيام           | 1 (1952)             | المؤتمر الوطني الهندي |       |

## رؤساء وزراء ولاية كورج
| # | الصورة | الاسم          | الدائرة الانتخابية | الفترة       | الفترة         | الفترة            | الجمعية (الانتخابات) | الحزب                 | الحزب |
| - | ------ | -------------- | ------------------ | ------------ | -------------- | ----------------- | -------------------- | --------------------- | ----- |
| 1 |        | C. M. Poonacha | بيرياث ناد         | 27 مارس 1952 | 31 أكتوبر 1956 | 4 سنوات و218 أيام | 1 (1952)             | المؤتمر الوطني الهندي |       |

## رؤساء وزراء كرناتكا
| #                                          | الصورة                                                  | الاسم                                      | الدائرة الانتخابية ‏                        | الفترة                                     | الفترة                                     | الفترة                                     | الجمعية (الانتخابات)                       | الحزب                                      | الحزب                                      |
| رئيس وزراء ميسور (بعد إعادة تنظيم الولاية) | رئيس وزراء ميسور (بعد إعادة تنظيم الولاية)              | رئيس وزراء ميسور (بعد إعادة تنظيم الولاية) | رئيس وزراء ميسور (بعد إعادة تنظيم الولاية) | رئيس وزراء ميسور (بعد إعادة تنظيم الولاية) | رئيس وزراء ميسور (بعد إعادة تنظيم الولاية) | رئيس وزراء ميسور (بعد إعادة تنظيم الولاية) | رئيس وزراء ميسور (بعد إعادة تنظيم الولاية) | رئيس وزراء ميسور (بعد إعادة تنظيم الولاية) | رئيس وزراء ميسور (بعد إعادة تنظيم الولاية) |
| ------------------------------------------ | ------------------------------------------------------- | ------------------------------------------ | ------------------------------------------ | ------------------------------------------ | ------------------------------------------ | ------------------------------------------ | ------------------------------------------ | ------------------------------------------ | ------------------------------------------ |
| 4                                          |                                                         | S. Nijalingappa                            | Molakalmuru                                | 1 نوفمبر 1956                              | 16 مايو 1958                               | 1 سنة و197 أيام                            | 1 (1952)                                   | المؤتمر الوطني الهندي                      |                                            |
| 4                                          | 2 (1957)                                                | S. Nijalingappa                            | Molakalmuru                                | 1 نوفمبر 1956                              | 16 مايو 1958                               | 1 سنة و197 أيام                            |                                            | المؤتمر الوطني الهندي                      |                                            |
| 5                                          |                                                         | باسابا دانابا جاتي                         | Jamkhandi                                  | 16 مايو 1958                               | 14 مارس 1962                               | 3 سنوات و302 أيام                          |                                            | المؤتمر الوطني الهندي                      |                                            |
| 6                                          |                                                         | S. R. Kani                                 | Hungud                                     | 14 مارس 1962                               | 21 يونيو 1962                              | 99 أيام                                    | 3 (1962)                                   | المؤتمر الوطني الهندي                      |                                            |
| (4)                                        |                                                         | S. Nijalingappa                            | Shiggaon                                   | 21 يونيو 1962                              | 29 مايو 1968                               | 5 سنوات و343 أيام                          | 3 (1962)                                   | المؤتمر الوطني الهندي                      |                                            |
| (4)                                        | Bagalkot                                                | S. Nijalingappa                            | 4 (1967)                                   | 21 يونيو 1962                              | 29 مايو 1968                               | 5 سنوات و343 أيام                          |                                            | المؤتمر الوطني الهندي                      |                                            |
| 7                                          |                                                         | Veerendra Patil                            | 4 (1967)                                   | Chincholi                                  | 29 مايو 1968                               | 18 مارس 1971                               | 2 سنوات و293 أيام                          | Indian National Congress (O)               |                                            |
| –                                          |                                                         | شاغر (الحكم الرئاسي ‏)                      | -                                          | 19 مارس 1971                               | 20 مارس 1972                               | 1 سنة و1 يوم                               | حلت الجمعية                                | -                                          |                                            |
| 8                                          |                                                         | D. Devaraj Urs                             | Hunasuru                                   | 20 مارس 1972                               | 31 أكتوبر 1973                             | 1 سنة و225 أيام                            | 5 (1972)                                   | Indian National Congress (R)               |                                            |
| رئيس وزراء كرناتكا                         |                                                         |                                            |                                            |                                            |                                            |                                            |                                            |                                            |                                            |
| (8)                                        |                                                         | D. Devaraj Urs                             | Hunasuru                                   | 1 نوفمبر 1973                              | 31 ديسمبر 1977                             | 4 سنوات و60 أيام                           | 5 (1972)                                   | Indian National Congress (R)               |                                            |
| –                                          |                                                         | شاغر (الحكم الرئاسي ‏)                      | -                                          | 31 ديسمبر 1977                             | 28 فبراير 1978                             | 59 أيام                                    | حلت الجمعية                                | -                                          |                                            |
| (8)                                        |                                                         | D. Devaraj Urs                             | Hunasuru                                   | 28 فبراير 1978                             | 12 يناير 1980                              | 1 سنة و318 أيام                            | 6 (1978)                                   | المؤتمر الوطني الهندي                      |                                            |
| 9                                          |                                                         | R. Gundu Rao                               | Somwarpet                                  | 12 يناير 1980                              | 10 يناير 1983                              | 2 سنوات و363 أيام                          | 6 (1978)                                   | المؤتمر الوطني الهندي                      |                                            |
| 10                                         |                                                         | Ramakrishna Hegde                          | Kanakpura                                  | 10 يناير 1983                              | 7 مارس 1985                                | 5 سنوات و216 أيام                          | 7 (1983)                                   | Janata Party                               |                                            |
| 10                                         | Basavanagudi                                            | Ramakrishna Hegde                          | 8 مارس 1985                                | 13 أغسطس 1988                              | 8 (1985)                                   | 5 سنوات و216 أيام                          |                                            | Janata Party                               |                                            |
| 11                                         |                                                         | S. R. Bommai                               | Hubli Rural                                | 13 أغسطس 1988                              | 8 (1985)                                   | 21 April 1989                              | 281 أيام                                   | Janata Party                               |                                            |
| –                                          |                                                         | شاغر (الحكم الرئاسي ‏)                      | -                                          | 21 أبريل 1989                              | 30 نوفمبر 1989                             | 193 أيام                                   | حلت الجمعية                                | -                                          |                                            |
| (7)                                        |                                                         | Veerendra Patil                            | Chincholi                                  | 30 نوفمبر 1989                             | 10 أكتوبر 1990                             | 314 أيام                                   | 9 (1989)                                   | المؤتمر الوطني الهندي                      |                                            |
| –                                          |                                                         | شاغر (الحكم الرئاسي ‏)                      | -                                          | 10 أكتوبر 1990                             | 17 أكتوبر 1990                             | 7 أيام                                     | 9 (1989)                                   | -                                          |                                            |
| 12                                         |                                                         | Sarekoppa Bangarappa                       | Soraba                                     | 17 أكتوبر 1990                             | 19 نوفمبر 1992                             | 2 سنوات و33 أيام                           | 9 (1989)                                   | المؤتمر الوطني الهندي                      |                                            |
| 13                                         |                                                         | Veerappa Moily                             | Karkala                                    | 19 نوفمبر 1992                             | 11 ديسمبر 1994                             | 2 سنوات و22 أيام                           | 9 (1989)                                   | المؤتمر الوطني الهندي                      |                                            |
| 14                                         |                                                         | هاراداناهالي دوده ديفي كودا                | Ramanagara                                 | 11 ديسمبر 1994                             | 31 مايو 1996                               | 1 سنة و172 أيام                            | 10 (1994)                                  | جاناتا دال ‏                                |                                            |
| 15                                         |                                                         | J. H. Patel                                | Channagiri                                 | 31 مايو 1996                               | 11 أكتوبر 1999                             | 3 سنوات و133 أيام                          | 10 (1994)                                  | جاناتا دال ‏                                |                                            |
| 16                                         |                                                         | سوماناهالي ملايا كريشنا ‏                   | Maddur                                     | 11 أكتوبر 1999                             | 28 مايو 2004                               | 4 سنوات و230 أيام                          | 11 (1999)                                  | المؤتمر الوطني الهندي                      |                                            |
| 17                                         |                                                         | Dharam Singh                               | Jevargi                                    | 28 مايو 2004                               | 3 فبراير 2006                              | 1 سنة و251 أيام                            | 12 (2004)                                  | المؤتمر الوطني الهندي                      |                                            |
| 18                                         |                                                         | H. D. Kumaraswamy                          | Ramanagara                                 | 3 فبراير 2006                              | 8 أكتوبر 2007                              | 1 سنة و247 أيام                            | 12 (2004)                                  | Janata Dal (Secular)                       |                                            |
| –                                          |                                                         | شاغر (الحكم الرئاسي ‏)                      | -                                          | 8 أكتوبر 2007                              | 12 نوفمبر 2007                             | 35 أيام                                    | 12 (2004)                                  | -                                          |                                            |
| 19                                         |                                                         | B. S. Yediyurappa                          | Shikaripura                                | 12 نوفمبر 2007                             | 19 نوفمبر 2007                             | 7 أيام                                     | 12 (2004)                                  | حزب بهاراتيا جاناتا                        |                                            |
| –                                          |                                                         | شاغر (الحكم الرئاسي ‏)                      | -                                          | 20 نوفمبر 2007                             | 29 مايو 2008                               | 191 أيام                                   | حلت الجمعية                                | -                                          |                                            |
| (19)                                       |                                                         | B. S. Yediyurappa                          | Shikaripura                                | 30 مايو 2008                               | 5 أغسطس 2011                               | 3 سنوات و67 أيام                           | 13 (2008)                                  | حزب بهاراتيا جاناتا                        |                                            |
| 20                                         |                                                         | Sadananda Gowda                            | MLC                                        | 5 أغسطس 2011                               | 12 يوليو 2012                              | 342 أيام                                   | 13 (2008)                                  | حزب بهاراتيا جاناتا                        |                                            |
| 21                                         |                                                         | Jagadish Shettar                           | Hubli-Dharwad-Central                      | 12 يوليو 2012                              | 13 مايو 2013                               | 305 أيام                                   | 13 (2008)                                  | حزب بهاراتيا جاناتا                        |                                            |
| 22                                         | The_Chief_Minister_of_Karnataka_Siddaramaiah_visits_PMO | Siddaramaiah                               | Varuna                                     | 13 مايو 2013                               | 17 مايو 2018                               | 5 سنوات و4 أيام                            | 14 (2013)                                  | المؤتمر الوطني الهندي                      |                                            |
| (19)                                       |                                                         | B. S. Yediyurappa                          | Shikaripura                                | 17 مايو 2018                               | 23 مايو 2018                               | 6 أيام                                     | 15 (2018)                                  | حزب بهاراتيا جاناتا                        |                                            |
| (18)                                       |                                                         | H. D. Kumaraswamy                          | Channapatna                                | 23 مايو 2018                               | 26 يوليو 2019                              | 1 سنة و64 أيام                             | 15 (2018)                                  | Janata Dal (Secular)                       |                                            |
| (19)                                       |                                                         | B. S. Yediyurappa                          | Shikaripura                                | 26 يوليو 2019                              | 28 يوليو 2021                              | 2 سنوات و2 أيام                            | 15 (2018)                                  | حزب بهاراتيا جاناتا                        |                                            |
| 23                                         |                                                         | Basavaraj Bommai                           | Shiggaon                                   | 28 يوليو 2021                              | 20 مايو 2023                               | 1 سنة و296 أيام                            | 15 (2018)                                  | حزب بهاراتيا جاناتا                        |                                            |
| (22)                                       | The_Chief_Minister_of_Karnataka_Siddaramaiah_visits_PMO | Siddaramaiah                               | Varuna                                     | 20 مايو 2023                               | في المنصب                                  | 1 سنة و355 أيام                            | 16 (2023)                                  | المؤتمر الوطني الهندي                      |                                            |